# Policitemia
La policitemia, también conocida como plétora o poliglobulia, es un trastorno en el cual aumenta el hematocrito, es decir, la proporción de eritrocitos por volumen sanguíneo, debido a un aumento del número de eritrocitos o a una disminución del plasma sanguíneo —policitemia absoluta o relativa, respectivamente—.
Es el opuesto de la anemia, que ocurre cuando hay escasez de glóbulos rojos o hemoglobina en la circulación sanguínea.

## Policitemia absoluta o también llamada vera
La sobreproducción de glóbulos rojos puede ser debida a un proceso primario en la médula ósea (síndrome mieloproliferativo), o puede ser una reacción a bajos niveles de oxígeno crónicos, incluso en algunas ocasiones a una neoplasia. En otras ocasiones, el exceso de eritrocitos viene de otras fuentes, como en el caso de los gemelos que comparten placenta y desarrollan el síndrome de transfusión feto fetal.

### Policitemia primaria o vera
Las policitemias primarias se deben a factores intrínsecos de los precursores de los glóbulos rojos. La policitemia vera (PCV), policitemia rubra vera (PRV), o eritremia, se produce cuando el exceso de glóbulos rojos es resultado de una anomalía en la médula ósea.
A menudo, también existe un exceso de glóbulos blancos, rojos y plaquetas. La policitemia vera se clasifica como una enfermedad mieloproliferativa. Los síntomas incluyen dolores de cabeza y vértigos, y los signos en el examen físico incluirán una forma anormal del bazo y/o del hígado. En algunos casos, los individuos afectados pueden tener condiciones asociadas como hipertensión o la formación de coágulos de sangre. La transformación a una leucemia aguda es rara. La flebotomía es la base del tratamiento. Una característica distintiva de la policitemia es un hematocrito elevado, con niveles superiores al 55 %.
Las mutaciones somáticas en el gen JAK2 están presentes en el 95 % de los casos, aunque también están en otros trastornos mieloproliferativos.
La policitemia primaria familiar, también conocida como policitemia primaria familiar y congénita (PFCP), es un trastorno hereditario benigno. En muchas familias, la PFCP se debe a una herencia autosómica dominante en el gen EPOR que codifica al receptor de la eritropoyetina.

### Policitemia secundaria
La policitemia secundaria es causada por cualquier incremento natural o artificial en la producción de eritropoyetina, lo que trae como resultado un aumento de la producción de eritrocitos. En la policitemia secundaria, pueden existir de 6 a 9 millones de eritrocitos por milímetro cúbico de sangre. Se resuelve cuando se trata la causa subyacente.
- Mal de montaña
- Hipoxia asociada a una enfermedad
- Iatrogénica
- Genética
- Neoplasias
- Niveles altos de testosterona

### Policitemia causada por alteraciones en los receptores deoxígeno

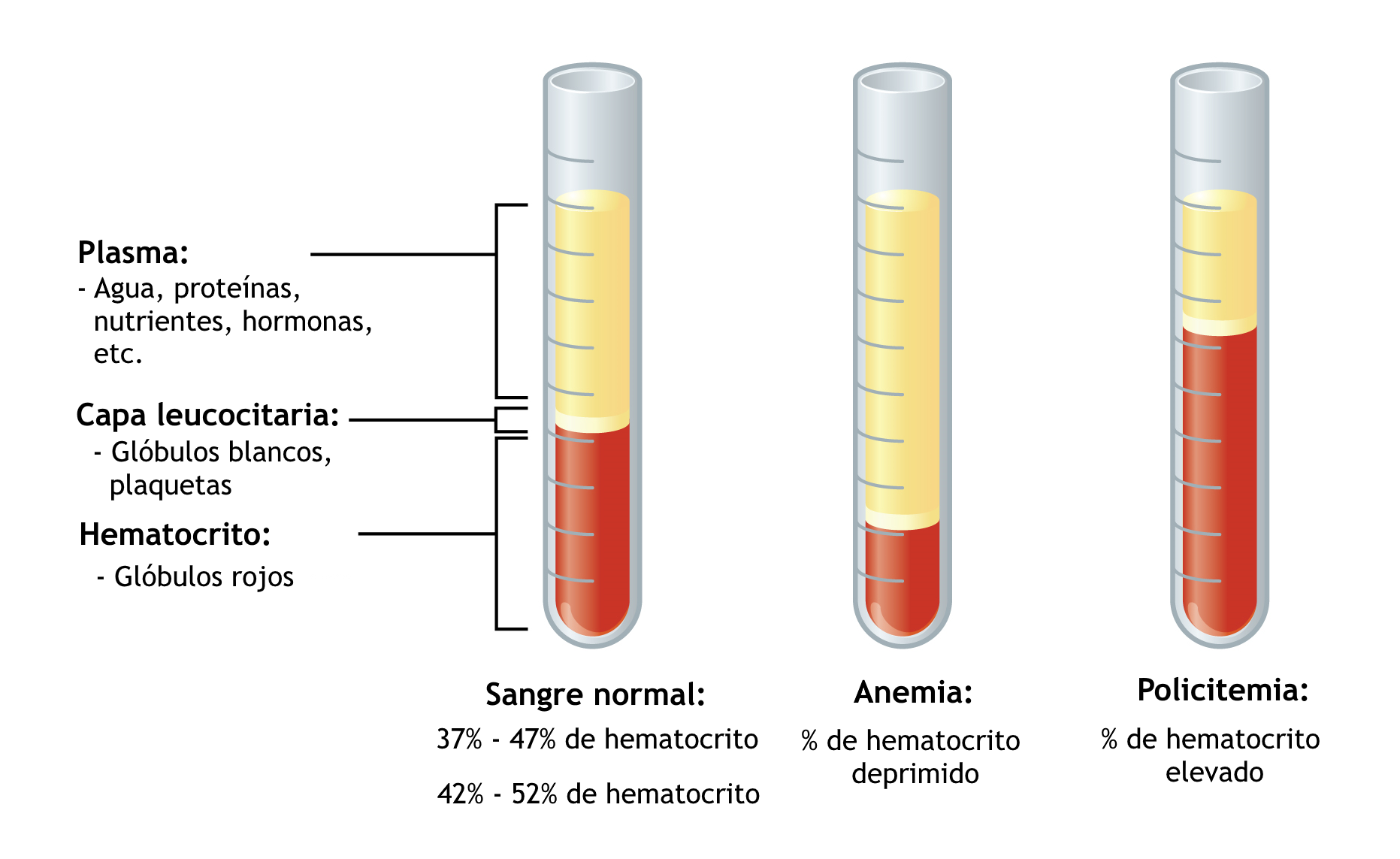
Composición de la sangre

Es debida a tres mutaciones hereditarias diferentes que dan lugar a una mayor estabilidad en los FIH (factores inductores de la hipoxia), lo que conlleva un aumento de la producción de eritropoyetina, lo cual causa eritrocitosis:
- Policitemia chuvasia: es una forma de policitemia con herencia autosómica recesiva, endémica en pacientes de Chuvasia. Está asociada con una homocigosis para la mutación C598T en el gen de la enfermedad de von Hippel-Lindau, necesario para la destrucción de FIH en presencia de oxígeno.[7] Los grupos de pacientes con esta policitemia se han encontrado en otras poblaciones, por ejemplo, en la isla italiana de Isquia, situada en el golfo de Nápoles.[8]
- Eritrocitosis PHD2: mutaciones con pérdida de función del gen PHD2 están asociadas con policitemia autosómica dominante y el aumento de la actividad de FIH.[9][10]
- Eritrocitosis FIH2α: incremento de la función debido a mutaciones en el gen HIF2α se asocian con policitemias con herencia autosómica dominante y con hipertensión pulmonar.[11][12]

## Policitemia relativa
La policitemia relativa es un aparente aumento del nivel de eritrocitos en la sangre. Sin embargo, la causa subyacente está en el plasma sanguíneo. La policitemia relativa está causada a menudo por la pérdida de fluidos corporales, como por ejemplo a través de las quemaduras, la deshidratación y el estrés. En raras ocasiones, la policitemia relativa puede ser causada por una policitemia aparente, conocida como síndrome de Gaisböck. La policitemia aparente afecta principalmente a personas de mediana edad con obesidad y se asocia con el tabaquismo, el aumento de alcohol en la ingesta y la hipertensión.